# Грицак Осип Теодорович
Осип Теодорович Грицак (псевдо: «Бездомний», «Галайда», «Роман», «Гриць»; 10 січня 1905, Стрий, Львівська область — 10 лютого 1941, Львів) — крайовий провідник ОУН протягом березня-квітня 1940.

## Життєпис
Народився 10 січня 1905 в Стрию.

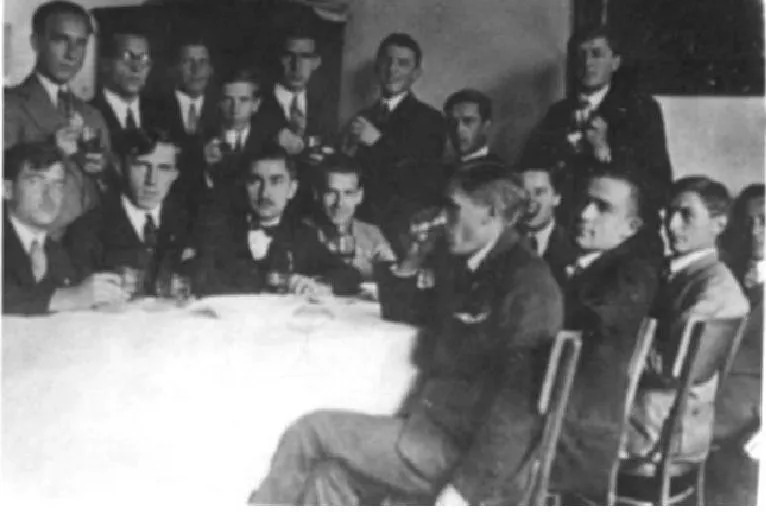
Курінна рада пластового куреня «Червона Калина». Сидять зліва направо: Степан Охримович, Володимир Калинович, Володимир Ерденберґер, Євген Пеленський, Богдан Чехут, Осип Грицак, Роман Ерденберґер, Степан Новицький, Михайло Поточняк. Стоять зліва направо: Осип Тюшка, Н, Остап Каратницький, Степан Бандера, Юліан Гошовський, Ярослав Рак, Ярослав Падох, Роман Щуровський. Львів, «Академічний дім», 21 жовтня 1928

Навчався у Стрийській гімназії, іспит зрілості склав у польському місті Лодзі у 1927. Був членом Пласту, входив до 2-го куреня старших пластунів «Червона Калина».
Став членом ОУН, залучений до організації Степаном Охримовичем. У 1934 році заступник референта розвідки Крайової Екзекутиви ОУН Олександра Пашкевича-«Тома». У другій половині 1934 — референт розвідки КЕ ОУН, працює з Олексою Гасином та організаційним референтом Миколою Косом над відновленням організаційної мережі, яка зазнала відчутних втрат внаслідок масових арештів влітку 1934, після вбивства Броніслава Пєрацького.
На початку 1935 року заарештований польською поліцією, провів у слідчому ув'язненні сім місяців. Після звільнення відійшов від активної роботи в ОУН через непорозуміння із тодішнім Крайовим провідником Левом Ребетом.
З листопада 1939 року заступник Крайового Провідника ОУН Володимира Тимчія-«Лопатинського». Протягом березня-квітня 1940 Крайовий Провідник ОУН.
Заарештований НКВС у Львові 17 квітня 1940. Засуджений 29 жовтня 1940 на «Процесі 11-ох» до розстрілу. Розстріляний 10 лютого 1941 у тюрмі на Лонцького.